# USS Gonzalez (DDG-66)
L’USS Gonzalez (DDG-66) est un destroyer américain de la classe Arleigh Burke. Il est nommé d'après le sergent Alfredo Cantu Gonzalez (1946-1968), un membre du Corps des Marines des États-Unis tombé à la bataille de Huế pendant la guerre du Viêt Nam et récompensé de la Medal of Honor à titre posthume. Commissionné le 12 octobre 1996 et toujours en service en 2014, il a été construit au chantier naval Bath Iron Works dans le Maine.

## Histoire du service
Il a pris part en 1999 à l'Opération Allied Force menée contre la République fédérale de Yougoslavie.
En 2006, il participe, au côté du Barry et de l’Orient Queen aux efforts d'évacuation des citoyens américains pendant le conflit israélo-libanais.